# Caridina jiangxiensis
Caridina jiangxiensis е вид десетоного от семейство Atyidae.

## Разпространение
Видът е разпространен в Китай (Дзянси).